# Uniwersytet w Banha
Uniwersytet w Banha, Uniwersytet w Bansze – egipski uniwersytet w mieście Banha, stolicy muhafazy Al-Kaljubijja. 

## Historia
Wywodzi się z pierwszej w Egipcie szkoły średniej rolnictwa, założonej w 1911.
Instytucja została powołana, na mocy dekretu prezydenckiego nr 1142 z 25 listopada 1976, jako oddział Uniwersytetu w Az-Zakazik od 1976. Obejmował pięć wydziałów: rolnictwa w Mochtohor, inżynierii w Shubrze, handlu, medycyny i edukacji w Banha.
W 1981 powstały wydziały nauki i sztuki w Banha, a także medycyny weterynaryjnej w Mochtohor. Wydział prawa powstał jako oddział w Az-Zakazik w 1990, a 4 lata później został przyłączony do Uniwersytetu w Banha. W 1992 powstał Wyższy Instytut Pielęgniarski, który w 1996 stał się wydziałem pielęgniarstwa. W 1998 został przyłączony wydział edukacji specjalnej.

## Powstanie
W 2005, na mocy dekretu prezydenckiego nr 84 Uniwersytet w Banha stał się samodzielną placówką. W  2006 roku przyłączono Wyższy Instytut Techniczny, a w tym samym roku utworzono Wydział Informatyki.

## Struktura
Uniwersytet ma kampusy w Banha, Mochtohor i Shubrze. Obejmuje wydziały: medycyny, pielęgniarstwa, nauki, edukacji, wychowania fizycznego, handlu, sztuki, prawa, edukacji specjalnej, komputerów i informatyki oraz Wyższy Instytut Technologii w Banha, a także wydziały rolnictwa i medycyny weterynaryjnej w Mochtohor oraz wydział inżynierii w Shubrze.

## Rozwój
W El Obour przeznaczono 180 akrów ziemi, aby sprostać przyszłej ekspansji uniwersytetu.

## Władze
- prof. dr Hossam El Din Attar  (2005–2009)
- prof. dr Mohammed Safwat Zahran  (2009–2011)
- prof. dr Ali Shams ElDin (2011–2016)
- prof. dr El Sayed Yousef El Kady  od 2016[6]